# Karlheinz Renker
Karlheinz Renker (Copitz, Szász-Svájc-Osterzgebirge régió, 1921. május 6. — Halle an der Saale, 1982. január) német orvos, a szociálhigiénia egyetemi professzora.

## Kutatási területe
Fő kutatási területe a megelőzés és a rehabilitáció volt.

## Életpályája
Felsőfokú orvosi tanulmányokat 1938-1948 közt folytatott a lipcsei és a hallei egyetemen. 1948-ban doktorált, ezután a belgyógyászatra szakosodott, de érdeklődése több irányba mutatott, oktatta a szociálhigiénia, valamint az egészségvédelem szervezése és irányítása témájú egyetemi tantárgyakat. Sok éven át a Martin Luther Egyetem (Halle-Wittenberg) Higiéniai Intézetét igazgatta, majd 1956-58 közt a berlini Humboldt Egyetem Szociálhigiéniai Osztályának vezető tanácsadójaként működött.
1958-ban habilitált, ettől kezdve haláláig a Martin Luther Egyetem Orvostudományi Karán dolgozott a Higiéniai Intézet és a Társadalom Orvostani Intézet igazgatójaként, 1972-77 közt ő volt az Orvostudományi Kar dékánja. 1957-ben megalapította a rehabilitációval foglalkozó kutatócsoportot. Ebből jött létre később az NDK-ban a Rehabilitációs Társaság (1962) és a rehabilitációval foglalkozó szakértők nemzetközi csoportja, amelynek tagjai a kor történelmi adottságaiból következően elsősorban a szocialista országok szakemberei.
Szerzői, szerkesztői, szervezői tevékenysége jelentős. A rehabilitáció témakörével összefüggésben nemzetközi konferenciákat és kongresszusokat szervezett (Drezda (1962); Erfurt (1967), stb). A konferenciák teljes vagy rövidített anyaga nyomtatásban is megjelent Karlheinz Renker közreműködésével. Szerkesztette a Zeitschrift für die Gesamte Hygienie c. folyóiratot, 35 könyv és mintegy 200 tanulmány szerzője, társszerzője vagy szerkesztője. Számos kötete eredeti német nyelven került be magyarországi közkönyvtárainkba, köteteit szaklapjainkban (Orvosi Hetilap, Népegészségügy, stb.) ismertették.

## Fő műveiből
- Die Rehabilitation im Gesetz.(A rehabilitáció a törvényben). Társszerző: Richard Weise. Leipzig, 1960.[3]
- Grundlagen der Rehabilitation in der DDR. (A rehabilitáció alapjai a Német Demokratikus Köztársaságban). Berlin, 1980. (Első kiadás 1964).[4]